# LGD-2226
LGD-2226は、研究中の選択的アンドロゲン受容体修飾薬（SARM）であり、筋力低下および骨粗鬆症の治療薬として開発されている 。
LGD-2226は、経口で作用する強力なアンドロゲン受容体の選択的アゴニストであり、筋肉および骨組織の両方に同化作用を示すが、テストステロンに比べて前立腺の重量および黄体形成ホルモンレベルへの影響はかなり少ないことが示されている。
選択的アンドロゲン受容体モジュレーターは、アスリートがトレーニングを支援し、肉体的スタミナとフィットネスを向上させるために使用されることもあり、潜在的にはアナボリックステロイドと同様の効果をもたらすが、副作用は大幅に少ない。このため、2008年1月以降、このクラスの医薬品がまだ臨床使用されていないにもかかわらず、世界アンチ・ドーピング機関によってSARMsはすでに禁止されており、LGD-2226を含むすべての既知のSARMsの血液検査が現在開発されている。